# Анджар
Анджар або Анжар (араб. عنجر, вірм. Անճար) — ліванське місто, розтащоване за 58 кілометрів від Бейрута в долині Бекаа. Іноді згадується як Хуш Муса (араб. حوش موسى). Населення близько 2400 осіб, в основному вірмени. Площа — бл. 20 км².

## Давня історія
У давнину місто мало назву Герра. Існує думка, що назва цього місця походить від назви джерела прісної води, яке розташоване неподалік: Анжар — Айн Герра, Айн Жара — «джерело Герри».
Припускають, що саме на місці Анджара стояло давнє ітурейське місто Халціс, але досі місто не було виявлено попри старання археологів. Але були знайдені руїни палацового комплексу початку VIII століття. Палац належав халіфу Валіду I. Палац мав планування, схоже з традиційним плануванням римських поселень. При будівництві палацу були використані фрагменти античних будівель. Навколо палацу була споруджена висока стіна, яка досить непогано збереглася.
У 750 році син Валіда Ібрахім після кровопролитної битви віддав Анджар Аббасидам. Нові халіфи намагалися нічого не залишати, що нагадувало б про існування їх попередників. Вони зруйнували все крім Анджара, його не чіпали, але зробили все щоб місто прийшло в занепад і про нього забули.

## Світова спадщина
Руїни палацу Валіда I і прилегла до них територія внесені ЮНЕСКО до списку пам'яток Світової спадщини як виняткова за збереженістю пам'ятка архітектури і містобудування епохи Омеядів, що продовжує традицію «палаців-міст» Стародавнього Сходу.